# Список высших учебных заведений Тамбовской области
В список высших учебных заведений Тамбовской области включены образовательные учреждения высшего и высшего профессионального образования, находящиеся на территории Тамбовской области и имеющие действующую лицензию на образовательную деятельность. Список вузов приведён в соответствии с данными сводного реестра лицензий, в список филиалов включены организации, участвовавшие в мониторинге Министерства образования и науки Российской Федерации 2017 года. По состоянию на 18 июля 2017 года в Тамбовской области действующую лицензию имели 5 вузов и 4 филиала.
Филиалы вузов, головные организации которых находятся в иных субъектах федерации, сгруппированы в отдельном списке. Порядок следования элементов списка — алфавитный.

## Список высших образовательных учреждений
| Название                                                      | Категория         | Статус      | Год основания | Месторасположение | Число студентов |
| ------------------------------------------------------------- | ----------------- | ----------- | ------------- | ----------------- | --------------- |
| Мичуринский государственный аграрный университет              | государственный   | университет | 1930          | Мичуринск         | 6840            |
| Тамбовский государственный музыкально-педагогический институт | государственный   | институт    | 1879 1918     | Тамбов            | 409             |
| Тамбовский государственный технический университет            | государственный   | университет | 1958          | Тамбов            | 7030            |
| Тамбовский государственный университет                        | государственный   | университет | 1994          | Тамбов            | 10552           |
| Тамбовская духовная семинария                                 | негосударственный | семинария   | 1779          | Тамбов            |                 |

## Список филиалов высших образовательных учреждений
| Название                                                                           | Категория         | Статус      | Год основания | Месторасположение | Месторасположение головной организации | Число студентов |
| ---------------------------------------------------------------------------------- | ----------------- | ----------- | ------------- | ----------------- | -------------------------------------- | --------------- |
| Тамбовский филиал Российского нового университета                                  | негосударственный | университет | 1999          | Тамбов            | Москва                                 | 1082            |
| Тамбовский филиал Российской академии народного хозяйства и государственной службы | государственный   | академия    | 2014          | Тамбов            | Москва                                 | 1353            |